# Cosmopolitan

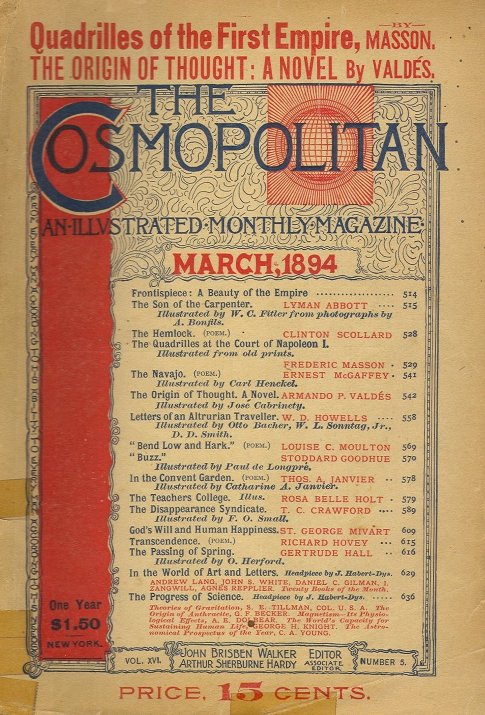
Cosmopolitan z marca 1894

Cosmopolitan (Cosmo) – magazyn dla kobiet poświęcony modzie, wydawany oryginalnie w USA jako miesięcznik.
Pierwszy numer czasopisma wyszedł w 1886 wydany przez Schlicht & Field jako „The Cosmopolitan”. Do 1960 roku było to czasopismo przeznaczone dla całych rodzin. „Cosmopolitan” ukazywał się w ponad 34 wersjach językowych, w tym także w polskiej, i docierał do odbiorców w ponad 100 krajach, w tym w Polsce. We wrześniu 2018 roku redaktor naczelną polskiego wydania magazynu „Cosmopolitan” została Joanna Mroczkowska, która zastąpiła na tym stanowisku Hannę Wolską. W 2019 r. wydawca magazynu Marquard Media Polska zapowiedział zakończenie wydawania magazynu z końcem 2019 r. w związku z wycofaniem się z rynku prasy.